# Metastelma aristatum
Metastelma aristatum là một loài thực vật có hoa trong họ La bố ma. Loài này được (Rusby) Dugand mô tả khoa học đầu tiên năm 1966.